# Live 2004
Live 2004 è un album live dei Planxty, pubblicato dalla Columbia Sony Music Records nel 2004. Il disco è una selezione di dodici concerti che il gruppo, momentaneamente riunitosi dopo venti e più anni, fece nel 2004 in Irlanda.

## Tracce
1. The Starting Gate – 4:38
2. The Good Ship Kangaroo – 4:31
3. The Clare Jig – 3:14
4. Arthur McBride – 3:59
5. Little Musgrave – 9:20
6. Vicar Street Reels (2004) – 4:21
7. The Blacksmith / Black Smithereens – 5:03
8. The Dark Slender Boy – 4:37
9. As Christy Roved Out – 4:01
10. As Andy Roved Out – 5:17
11. The Kildareman's Fancy – 4:15
12. Raggle Taggle Gypsy – 5:46
13. The West Coast of Clare – 6:05

## Musicisti
- Christy Moore - voce, chitarra, bodhrán, tastiere
- Donal Lunny - bouzouki, chitarre, bodhràn, voce
- Andy Irvine - voce, bouzouki, mandolino, mandola
- Liam O'Flynn - cornamuse (uilleann pipes, tin whistle)